# Métaphysique (Aristote)
Pour les articles homonymes, voir Métaphysique (homonymie).

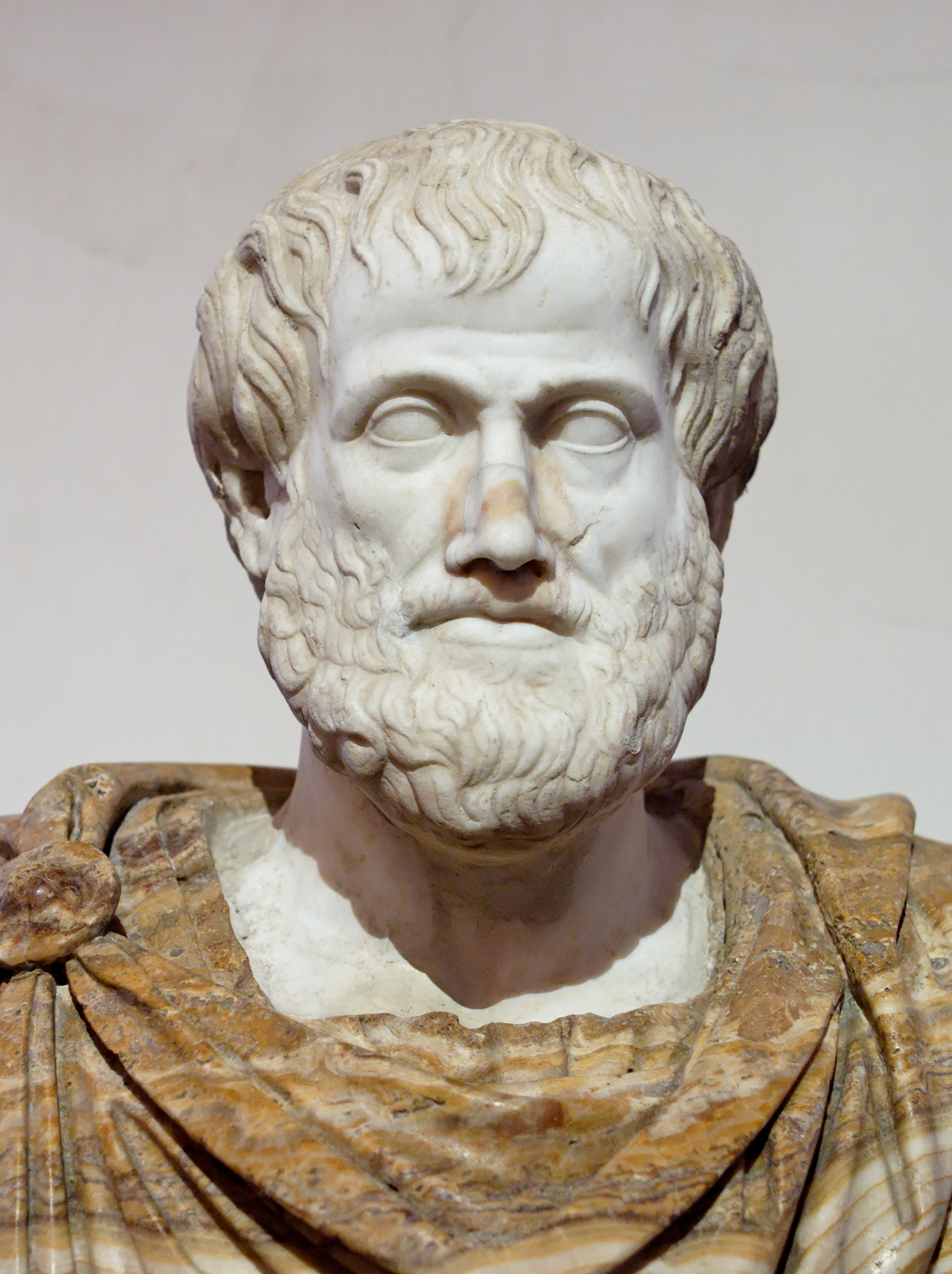
Buste d'Aristote (copie romaine d'un original grec en bronze de Lysippe).

La Métaphysique (en grec ancien : τὰ μετὰ τὰ φυσικά) est une des œuvres principales d'Aristote. Il s'agit d'un ensemble de quatorze livres, réunis de manière posthume. Le titre de Métaphysique lui est donné par le bibliothécaire Andronicos de Rhodes, qui a rassemblé et organisé les livres.
La Métaphysique constitue un des sommets de la philosophie de l’Antiquité et eut une influence fondamentale sur toute la métaphysique et la philosophie postérieures. Aristote y développe notamment une science de l'être en tant qu'être, une ontologie (l'hylémorphisme : théorie de la substance sensible comme unité de la forme et de la matière sous l'effet de la cause génératrice) et une théologie (Dieu : cause efficiente première, premier mouvant immobile, sans étendue, éternelle). Aristote y soutient de manière célèbre, à la première ligne du livre grand Alpha, que tous les hommes désirent par nature savoir.

## Présentation

### Contenu
La Métaphysique est le traité fondateur de la discipline du même nom en Orient et en Occident. Aristote y dévoile ce qu'il appelle la « philosophie première », science des causes premières, des premiers principes et de la finalité de tout ce-qui-est en tant qu'il est.
L'ouvrage lui permet de défendre plusieurs thèses passées à la postérité. Il annonce dès l'ouverture que le désir de connaissance de l'homme est naturel. Aussi, il écrit que c'est par l'activité de l'étonnement que l'homme s'est mis à philosopher, de la même manière, de tout temps, perpétuant la conception de Platon qui, dans le Théétète, soutenait que le propre de l'activité du philosophe est de s'étonner.
La Métaphysique est aussi l'ouvrage par lequel Aristote rompt le plus radicalement avec son maître Platon, apportant une réfutation à la théorie des formes pour proposer sa propre théorie de l'hylémorphisme. Alors que dans les livres Grand Alpha et Beta, écrit aux alentours du décès de Platon, Aristote utilise la première personne du pluriel « nous » pour indiquer qu'il fait partie des platoniciens, il utilise le pronom « ils » dans la seconde partie du traité, notamment aux livres Z et M, témoignant de son évolution.
L'ouvrage est composé d'une collection de traités assez hétérogènes, dont le rassemblement semble n'avoir eu lieu qu'après la mort du philosophe. Le sujet fait toutefois débat au sein du monde académique, et ce depuis des siècles. Le terme de métaphysique n'est jamais employé dans les quatorze livres publiés sous ce titre.

### Découpage
Les ouvrages regroupés sous le titre de Métaphysique par Andronikos de Rhodes (le premier éditeur des œuvres d'Aristote, qui a choisi ce nom parce qu'il avait placé ces livres après la Physique) sont au nombre de quatorze. Les 14 livres de la Métaphysique sont désignés par une lettre grecque, à laquelle on fait correspondre traditionnellement un numéro d'ordre, soit respectivement : 
I, A (Alpha) ; 
II, α (Petit alpha) ; 
III, B (Bêta) ; 
IV, Γ (Gamma) ; 
V, Δ (Delta) ; 
VI, E (Epsilon) ; 
VII, Z (Zêta) ; 
VIII, H (Êta) ; 
IX, Θ (Thêta) ; 
X, I (Iota) ; 
XI, K (Kappa) ;
XII, Λ (Lambda) ; 
XIII, M (Mu) ; 
XIV, N (Nu).

### Historique de publication
L'hypothèse d'une collection a posteriori est confortée par le témoignage d'Asclépios de Tralles. Selon lui, en effet, « [la Métaphysique] n'a pas l'unité des autres écrits d'Aristote, et manque d'ordre et d'enchaînement. Il laisse à désirer sous le rapport de la continuité du discours ; on y trouve des passages empruntés à des traités sur d'autres matières ; souvent la même chose y est redite plusieurs fois ». Il raconte ainsi la légende selon laquelle Aristote, « après avoir écrit ce livre, l'envoya à Eudème de Rhodes, son disciple, et que celui-ci ne crut pas qu'il fût à propos de livrer au public, dans l'état où elle était, une œuvre si importante ; cependant Eudème vint à mourir, et le livre souffrit en plusieurs endroits. Ceux qui vinrent ensuite, n'osant y ajouter de leur chef, puisèrent pour combler les lacunes, dans d'autres ouvrages, et raccordèrent le tout du mieux qu'ils purent ».
Ainsi, les philosophes qui se sont occupés de l’édition des écrits posthumes d'Aristote ne disposèrent que d'un matériau incomplet et disparate. Le texte ne fut publié qu'après la mort d'Eudème, et il est vraisemblable que ce dernier l'avait corrigé, peut-être avec l'aide de ses condisciples selon Alexandre d'Aphrodise. Ce point est un argument très fort en faveur de l'authenticité de la Métaphysique, et il montre en outre que ce texte était connu des disciples d'Aristote.
La plupart des philologues déclarent cependant que le livre α et une partie du livre Κ ne sont pas de la main d'Aristote,. Il n'y a pas de référence à la Métaphysique entre le temps de Théophraste et le siècle d'Auguste ; Cicéron ne parle jamais de cet ouvrage. Après le temps d'Andronicos de Rhodes, nous trouvons quelques commentateurs, dont Nicolas de Damas, le plus connu. Ce dernier semble avoir composé un traité sous le titre de Θεωρία τοῦ Ἀριστοτέλους μετὰ τὰ φυσικά / Theoria tou Aristotelous meta ta phusika, dont le titre fait apparaître cette expression qui allait devenir le nom du texte d'Aristote : Meta ta phusika. On a attribué ce titre à Andronicos de Rhodes, mais on le trouve dans un fragment de Théophraste sur la philosophie première ; il a donc peut-être été inventé par un disciple immédiat d'Aristote. Enfin, Diogène Laërce ne mentionne pas la Métaphysique dans son catalogue.
Cet ordre des livres établi par les premiers éditeurs n'est qu'un compromis, comme l'a montré Werner Jaeger : « L'appendice du livre introductif, dit livre α, ne vient à la suite du livre Α que parce qu'ils ne savaient pas où ils pourraient bien le mettre, si ce n'est à cet endroit. C'est un reliquat de notes prises lors d'un cours par Pasiclès, neveu d'Eudème de Rhodes, qui fut disciple d'Aristote. Les livres A, B, Γ, vont ensemble ; le livre Δ était encore considéré comme un ouvrage indépendant à l'époque alexandrine, ce que nous apprend une tradition bibliographique bien établie. Le livre E est un court passage de transition conduisant à l'ensemble Z-H-Θ. Ces trois livres constituent un tout, mais leur liaison aux livres antérieurs semble problématique. Le livre I, qui examine les questions de l'être et de l'unité, est totalement indépendant ; et à partir de ce livre, toute liaison interne ou externe disparaît. Le livre K est simplement une autre version de B-Γ-E, à quoi s'ajoutent quelques extraits de la Physique, sans aucune relation à leur contexte. De la même manière, un passage de la Physique a été inséré dans le livre Δ. Le livre Λ est une leçon isolée, qui donne une vue générale de l'ensemble du système métaphysique, complète en elle-même, et ne manifestant aucune trace de liaison avec le reste. Les derniers livres, M et N, n'ont aucune relation avec ce qui précède, cela avait été remarqué dès l'Antiquité, ce qui avait conduit à les insérer, dans de nombreux manuscrits, avant les livres K et Λ, bien que la succession de pensées n'en soit pas pour autant plus plausible. Plus que tous les autres livres, ils sont liés aux deux premiers. »

## Résumé

### Livre A

#### Le désir naturel de connaissances
Ce livre commence par une description de la genèse des connaissances humaines et en donne également une hiérarchie. Aristote se demande quelle est la science la plus haute et comment on peut la définir. Le philosophe commence avec une position forte sur la question du désir du savoir : « Tous les hommes désirent par nature savoir (en grec ancien, τὸ εἰδέναι) ».
La preuve de ce désir naturel de connaissance en est « l'amour des sensations ». En effet, les connaissances, même « en dehors de leur utilité, sont aimées pour elles-mêmes ». Aristote donne à la vue un rôle prépondérant dans l'acquisition de connaissances, rompant avec la thèse platonicienne des apparences trompeuses. En effet, « parmi les sensations la vue nous fait au plus haut point connaître et rend manifeste une foule de différences ».

#### Les modalités de la connaissance chez les hommes et chez les animaux
Par nature, tous les animaux sont doués de sensation. Pourtant, la sensation ne suffit pas à produire une connaissance. Aristote remarque en effet que la sensation engendre ou non la mémoire, et que ce sont les animaux doués de mémoire qui sont les plus intelligents et les plus aptes à apprendre. Si l'homme « vit d'art et de raisonnement », c'est parce qu'il ne se repose pas que sur la sensation pour apprendre : il a la capacité de tirer, de ces simples images, l'expérience. Et à partir d'une multitude de notions expérimentales se dégage un seul jugement universel à tous les cas semblables. Ainsi, « la science et l'art surviennent pour les hommes par l'intermédiaire de l'expérience ». L'art suppose donc : l'aptitude à reconnaître des cas semblables et la capacité à appliquer à ces cas une règle universelle.
De l'expérience et de l'art, quel est le plus parfait ? Dans la vie pratique, l'expérience paraît supérieure à l'art, car elle est connaissance du particulier, de l'individuel: les sensations, fondement de la connaissance du particulier, ne sont pas la science et ne nous apprennent pas le pourquoi (διότι). L'art, lui, connaît l'universel et dépasse les choses individuelles, c'est à l'art qu'appartiennent le savoir et la faculté de comprendre : les hommes de l'art savent le pourquoi et la cause. Les plus sages sont sages non par l'habileté pratique, mais par la théorie (λόγος) et la connaissance des causes. C'est ce qui explique la supériorité de l'architecte sur le manœuvre.
Le signe de ce savoir, c'est qu'il peut être enseigné ; or, les hommes d'art peuvent enseigner. Cependant parmi les arts certains sont relatifs aux nécessités de la vie et d'autres proviennent du « loisir » qui est la connaissance recherchée pour elle-même, comme dans les mathématiques. Et par celles-ci apparaît la connaissance la plus haute, la sagesse, qui a pour objet les premières causes et les premiers principes de ce-qui-est ; aussi les sciences théorétiques sont-elles supérieures aux sciences pratiques.

#### Causes et principes de la sagesse
Aristote cherche à définir le philosophe pour pouvoir définir la philosophie :
1. Il possède la totalité du savoir, son savoir est universel ;
2. il a la connaissance des choses difficiles, son savoir est pénétrant ;
3. il a une connaissance précise des causes, son savoir est de qualité ;
4. il sait mieux enseigner que les autres, son savoir est fécond ;
5. sa seule fin est la sagesse pour elle-même supérieure aux autres sciences ;
6. la sagesse étant première elle donne des lois et commande les autres sciences, son savoir est noble[12].

Ainsi la connaissance de toutes choses appartient à celui qui possède la science de l'universel, la sagesse. Mais c'est extrêmement difficile, car ces connaissances sont les plus éloignées des sens. Et ces connaissances des principes et causes sont amenées à considérer « ce en vue de quoi », le bien suprême cause finale de ce-qui-est : 
« La plus dominante des sciences et celle qui commande le plus à ce qui est subordonné est celle qui connait en vue de quoi chaque chose est accomplie; cela c'est le bien de chacun, et d'une manière générale, c'est le meilleur dans la nature entière. La sagesse doit donc être une connaissance théorétique des premiers principes et des premières causes ; et en effet, le bien, le "ce en vue de quoi" est l'une des causes ».
La philosophie doit donc être la science théorétique des premiers principes et des premières causes, et la fin est l'une de ces causes.
Enfin, Aristote se demande d'où vient la philosophie. Il répond que c'est l'admiration et l'étonnement qui poussa les premiers penseurs aux spéculations philosophiques, quand ils virent leur ignorance et qu'ils voulurent y échapper. Car si l'on commence par l'étonnement, on finit par le repos du savoir. Cette science est aussi la seule qui soit libre, car elle est à elle-même sa propre fin.
Mais c'est une science difficile : la philosophie n'est-elle pas plus qu'humaine ? La nature humaine est souvent esclave et le dieu seul ou principalement peut être philosophe. Cette science est moins nécessaire que les autres, mais elle est la science des dieux.

#### Recherche de la cause chez les premiers philosophes
Nous connaissons une chose seulement quand nous pensons connaître sa première cause. Or, le mot cause a quatre sens. Aristote explicite alors sa théorie de la causalité, aussi appelée théorie des quatre causes :
- cause formelle : la substance (οὐσία) formelle ou quiddité (τὸ τί ἦν εἶναι) : sa nature, son essence, sa forme ;
- cause matérielle : la matière ou substrat (le sujet) ;
- cause motrice : principe du mouvement ;
- cause finale : « ce en vue de quoi », ou le bien (la fin du mouvement).

La nature première, relève Aristote, fait l'objet de débats entre les premiers philosophes. La question de l'engendrement de l'un ou du multiple demeure, quoique les éléments de réponse sont variables. Thalès de Milet soutient par exemple que tout provient de l'eau, tandis que d'autres soutiennent la théorie des quatre matières premières (l'air, le feu, etc.). Les pythagoriciens consacrent les mathématiques (les nombres, les figures) comme principes de tous les êtres. Le nombre et la matière constituent des modifications des états des êtres ; mais le nombre est lui-même constitué d'éléments contraires (limite, illimité, etc.) : les contraires sont les principes des êtres. Leucippe et Démocrite affirment que les différences de l'être viennent de la configuration, de l'arrangement et de la tournure des atomes.
Anaxagore affirma qu'il y avait une Intelligence (noûs en grec) dans la nature, cause de l'ordre et de l'arrangement universel. C'est Hésiode qui le premier, à ce qu'il semble, trouva des causes du mouvement et de l'ordre (l'Amour, comme Parménide). Mais comme le mal et le laid l'emportent dans la nature, on trouve l'Amour et la Haine chez Empédocle, peut-être même le Bien et le Mal comme principes. Platon, enfin, soutient que les Idées sont le principe premier dans sa théorie des formes. Les choses sensibles sont dans un flux perpétuel et ne peuvent être l'objet de science. Platon reprit les recherches de Socrate sur l'universel et la définition, mais pensa qu'il existait des réalités d'un autre ordre que les êtres sensibles.

### Livre α

#### La quête du savoir
Le livre α (Alpha elatton) prolonge la réflexion du livre précédent sur la recherche de la vérité. Aristote expose sa position sur la question de la quête de la vérité : elle est à la fois difficile et facile, car « nul ne peut atteindre la vérité adéquatement, ni la manquer tout à fait ». Ainsi, l'assemblage des réflexions philosophiques de ses prédécesseurs « produit de féconds résultats », même si chaque thèse philosophique n'est pas nécessairement vraie. Ainsi, les philosophes pré-socratiques sont d'authentiques amoureux du savoir, quand bien même leurs doctrines n'ont fait que s'approcher du vrai.

#### La connaissance par la cause
Aristote soutient que pour véritablement connaître la vérité d'un phénomène, il faut en connaître la cause. Ainsi, « on ne peut pas savoir la vérité si l’on ne connaît pas la cause ». Tenir compte de la cause, toutefois, c'est aussi reconnaître la nécessité de l'existence d'un premier moteur, sans lequel les autres causes ne pourraient s'enclencher.

### Livre B

#### Les apories
Le philosophe considère nécessaire d'énumérer les problèmes fondamentaux auxquels il sera nécessairement confronté dans sa recherche des causes premières. Ces problèmes de « la science que nous recherchons » sont appelés apories. Cela renvoie à la définition qu'Aristote avait donnée dans les Topiques, où il faisait de l'aporie le résultat de « l'égalité des raisonnements contraires ». Ces apories sont les problèmes fondamentaux de la métaphysique.
Afin d'arriver à ces apories, Aristote prend comme point de départ la question fondamentale de Platon, c’est-à-dire celle de la réalité du monde suprasensible. La tâche de la métaphysique est formulée en termes platoniciens : les réalités transcendantes, dont nous croyons qu’elles existent séparées des phénomènes sensibles, comme les Idées ou les objets de la pensée mathématique, existent-elles vraiment ? Et si elles n’existent pas, pouvons-nous affirmer, en plus et au-dessus des choses sensibles (en grec, αἰσθητὴ οὐσία), l’existence d’un autre genre de réalité suprasensible quelconque ? La toute première phrase va droit à la question centrale de la transcendance et les problèmes qui suivent se développent à partir de là comme le tronc et les branches d’un arbre à partir de ses racines.

#### Énoncé des apories
Les apories dégagées par Aristote sont, dans l'ordre, les suivantes :
1. l'étude des causes appartient-elle à une seule science ? (995b 4-6)
2. la science des premiers principes de la substance est-elle aussi la science des principes généraux de la démonstration ? (995b 6-10)
3. y a-t-il une seule science pour toutes les substances ? (995b 10-13)
4. n'y a-t-il que des substances sensibles ? (995b 13-18)
5. quelle est la science des attributs essentiels des substances ? (995b 19-20)
6. les principes et les éléments sont-ils les genres ou les parties intrinsèques ? (995b 21-24)
7. ou les genres les plus rapprochés des individus ou les plus élevés ? (995b 29-31)
8. en dehors de la matière, y a-t-il quelque chose qui soit cause en soi ?
9. les principes sont-ils limités numériquement ou spécifiquement ?
10. les principes des êtres corruptibles et incorruptibles sont-ils les mêmes ? (996 a 2-4)
11. l'Un et l'Être sont-ils des universels ou semblables à des objets individuels ? (996a 4-9)
12. sont-ils en puissance ou en acte ?
13. les êtres mathématiques sont-ils des substances, et sont-ils séparés ou immanents ? (996a 13-15)

### Livre Γ

#### Identification de la métaphysique
Le livre Gamma permet à Aristote de présenter l'idée générale de la science de l'être en tant qu'être qu'est la métaphysique. Contrairement aux autres sciences, elle ne découpe pas une certaine partie de l'être, alors que les autres sciences compartimentent le réel en étudiant l'attribut essentiel de ladite partie. La métaphysique est par conséquent la seule science qui permettra de chercher les principes premiers et les causes les plus élevées.

#### Acceptions de l'être
Aristote soutient qu'il y a plusieurs acceptions de l'être, mais par rapport à un principe unique, à une nature unique. Si la nature est unique, alors il ne doit y avoir qu'une seule science pour étudier les êtres en tant qu'êtres. Aussi, pour chaque genre, il n'y a qu'une seule science. L'être d'une chose ne se sépare pas de son unité et inversement. L'Un n'est rien d'autre en dehors de l'Être : autant il y a d'espèces de l'Un, autant il y a d'espèces de l'Être. Une même science étudiera donc l'identique et le semblable, par exemple les espèces de l'Un et leurs opposés. Le Stagirite en conclut qu'il y aura autant de parties de la philosophie qu'il y a de substances : donc une philosophie première, une philosophie seconde.
La science des opposés est une : le multiple s'oppose à l'Un. Il y aura donc aussi une même science pour l'autre, le dissemblable, l'inégal, etc., et les modes comme la contrariété, l'altérité, etc. Une seule science se doit de donner la raison de ces notions. La dialectique est préparation critique, la philosophie fait connaître positivement.

#### Étude des axiomes
Aristote se penche sur l'étude des axiomes. Le Stagirite montre que la métaphysique ne peut que reposer sur un axiome fondamental, celui de la non contradiction. Il écrit ainsi qu'« il est impossible que le même attribut appartienne et n'appartienne pas en même temps au même sujet et sous le même rapport ». On ne peut le concevoir, le penser véritablement même si on peut l'énoncer.
Selon lui, ces axiomes embrassent tous les êtres. Tous les hommes se servent des axiomes, mais dans la mesure qui leur convient. Ils relèvent de l'étude de la connaissance de l'Être en tant qu'Être : ce sont les conditions de la vérité des propositions, donc c'est une propédeutique de la science. Le philosophe doit donc aussi étudier les principes du raisonnement syllogistique.

#### Réfutation de Protagoras
Le philosophe finit ce livre sur une réfutation de Protagoras, ainsi que de tous les pré-socratiques qui ont soutenu que quelque chose peut être à la fois vrai et faux. Ces sages ont considéré le monde sensible, ce qui les a conduit à « croire à la vérité des apparences ». Or, si « la vérité ne doit pas se décider après le plus ou moins grand nombre de voix », cela signifie que chacun dispose de sa vérité. Anaxagore, rapporte-t-on, a dit : « les êtres seront tels qu'on les conçoit ».
Aristote soutient que ces philosophes ont tenu ces propos car ils ne prenaient en compte, quand ils parlaient d'être, les seules choses sensibles. Ils savent qu'on ne peut faire de science que sur ce qui est stable, or ils ont vu la nature permanente. L'auteur soutient à ce titre que « nous devons leur montrer qu'il existe une réalité immobile ».
Le Stagirite soutient qu'il est nécessaire de prendre du recul sur nos connaissances : « tout ce qui apparaît n'est pas vrai ». D'abord parce que, même si on admettait que la sensation ne nous trompait, « on ne peut identifier l'image et la sensation » ; ensuite, parce qu'il existe des difficultés de perception (« la vérité est-elle ce qu'on voit en dormant ou dans l'état de veille ? »).

### Livre Δ

#### Définitions du principe (arkhè)
Ce livre est une analyse d'une trentaine de concepts. Le premier d'entre eux est celui de principe, qui se dit en grec, ἀρχή / arkhè. Fondamental chez Aristote, il désigne, selon la situation :
- le point de départ du mouvement d'une chose ;
- le meilleur point de départ pour chaque chose ;
- l’élément premier et immanent de la génération ;
- la cause primitive et non immanente de la génération, du point de départ naturel du mouvement ou du changement ;
- l'être dont la volonté réfléchie (προαίρεσις / proairesis) meut ce qui se meut et fait changer ce qui change ;
- le point de départ de la connaissance d'une chose est aussi nommé le principe de cette chose.

Toutes les causes sont des principes. Le caractère commun de tous les principes, c'est d'être la source d'où l'être, la génération ou la connaissance dérivent. Parmi ces principes, les uns sont immanents, les autres extérieurs. La matière d'une chose, l'élément, la pensée, le choix, la substance, la cause finale sont des principes.

#### Définitions de la cause (aitia)
La cause a une multiplicité de sens :
- la cause matérielle : « la matière immanente dont une chose est faite » : l'airain est la cause d'une statue en airain ;
- la cause formelle : « la forme et le paradigme, c'est-à-dire la définition de la quiddité » ;
- la cause efficiente : « le principe premier du changement ou du repos » : l'auteur d'une décision est cause de l'action.
- la cause finale : à quelle fin se promène-t-on ? Pour être en bonne santé[16].

#### Définitions des éléments (stoikheion)
Aristote définit l'élément, qui se dit en grec stoikheion, de diverses manières :
- L'élément est le « premier composant immanent d'un être et spécifique indivisible en d'autres espèces » ;
- L'élément désigne souvent « les ultimes parties en lesquelles se divisent les corps, parties qu'on ne peut plus diviser en d'autres corps d'espèce différente » ;
- L'élément désigne spécifiquement, en logique, les éléments de démonstration qui sont à la base de plusieurs démonstrations ;
- L'élément est, par extension, ce qui est « petit, simple et indivisible »[16].

#### Définitions de la nature (phusis)
Les définitions aristotéliciennes de la nature sont les suivantes :
- La nature est ce qui génère et croît ;
- La nature est aussi « l'élément premier immanent d'où procède ce qui croît » ;
- La nature est encore « le principe du mouvement premier pour tout être naturel en lequel il réside par essence » ;
- La nature est aussi « le fond premier dont est fait ou provient quelque objet artificiel, fond dépourvu de forme et incapable de subir un changement qui le fît sortir de sa propre puissance » ;
- La nature désigne aussi souvent les éléments des choses naturelles, que ce soient les quatre éléments (eau, air, feu, terre), ou autre chose d'analogue ;
- La nature est « la substance des choses naturelles », qui est le composé de la matière et de la forme ;

Aristote souligne toutefois qu'en règle générale, le mot nature a la définition suivante : « la nature, dans son sens premier et fondamental, c'est la substance des êtres qui ont, en eux-mêmes et en tant que tels, le principe de leur mouvement ».

#### Définitions du nécessaire (anagkaion)
Les définitions du nécessaire sont multiples :
- Le nécessaire est la condition sans quoi quelque chose ne peut pas être (la respiration est nécessaire) ;
- Le nécessaire est, dans le domaine éthique, l'ensemble des conditions sans lesquelles le bien « ne peut ni être, ni devenir » ;
- Le nécessaire est ce qui est « contraint et forcé », c'est-à-dire ce qui fait obstacle ou empêche ;

De façon générale, selon Aristote, le nécessaire est le simple : « le simple ne peut pas être de plusieurs façons ; et, par suite, il n'est pas non plus dans tel état et dans tel autre, sinon il serait dès lors de plusieurs façons ».

### Livre E

#### Les trois types de sciences
Aristote distingue les sciences en mobilisant les critères suivants :
- L'objet de la recherche porte sur les principes et les causes des êtres, mais seulement en tant qu'êtres, non comme objets déterminés.
- Il faut également tenir compte du mode d'être de la quiddité et de sa définition : distinguer ce qui est engagé dans la matière et ce qui est indépendant de la matière sensible.

Aristote distingue alors trois sciences théoriques (ou théorétiques) : la physique, la mathématique, et la métaphysique (ou théologie). La physique est la science d'un genre déterminé, celle de la substance qui possède en elle-même le principe de son mouvement et de son repos. C'est une science théorétique de la substance formelle, mais non séparée de la matière. La science mathématique est également une science théorétique, qui étudie ce qui est immobile mais engagé dans la matière. Il y a enfin la connaissance d'un être éternel, immobile et qui existe pour soi de manière séparée, connaissance théorétique antérieure « aux choses sensibles du monde des phénomènes », et donc antérieure à la physique et aux mathématiques : la théologie.
Seule une réalité suprasensible et transcendante réunit ces deux propriétés, être immobile et exister réellement d'une manière indépendante (χωριστά). « La tâche de cette science sera de considérer l’être en tant que tel et le concept et les qualités qui lui reviennent en tant qu’être. » On pourrait penser qu’Aristote pense au moteur immobile. Mais il dit dès la phrase suivante que les principes dont il parle sont les causes des choses visibles divines, αἴτια τοῖς φανεροῖς τῶν θείων. « Il est évident que si le divin est présent quelque part, il est présent en de telles choses, et la science la plus élevée doit avoir pour objet le genre le plus élevé, c’est-à-dire ce qui est divin » (Livre E, 1, 1026 a 19). Aristote donne alors à cette science, la métaphysique, le nom de théologie, θεολογική.
S'il n'y avait que ce qui est constitué par la nature, la physique serait la science première ; mais la métaphysique étudie la première espèce de l'être, fondement de tous les autres êtres, et il s'agit donc d'une science universelle. Elle étudie l'être en tant qu'être, ὂν ᾗ ὄν, son essence et ses attributs en tant qu'être.

#### Les sens de l'être
Le philosophe analyse les différents sens du verbe être :
- l'être par accident ;
- l'être comme vrai ;
- les catégories ;
- l'être en puissance et l'être en acte.

#### Être par accident
L'être par accident, premier sens de l'être, ne fait pas l'objet d'une science ni d'aucune spéculation. L'accident est ce qui est contingent, ce qui n'arrive que rarement ou non régulièrement, ce qui aurait pu ne pas être. Parmi les êtres, certains sont nécessaires, d'autres sont le plus souvent. Ce qui n'est ni nécessaire ni le plus souvent, c'est l'accident. L'accident n'a qu'une existence nominale, car il est voisin du non-être. Il n'y a pas de processus de génération et de corruption pour les êtres par accident.
Les accidents ne relèvent d'aucun art, d'aucune puissance déterminée, car les causes de l'accident sont accidentelles. Mais la science a pour objet ce qui est nécessaire ou le plus souvent. Sans cela, on ne peut ni apprendre ni enseigner.

#### Être comme vrai
L'être peut être défini dans le sens de ce qui est vrai. Dès lors que l'être est vrai, le non-être est faux. Il s'agit d'une séparation sur laquelle se fonde la contradiction.

### Livre Z

#### Les différents sens de l'être

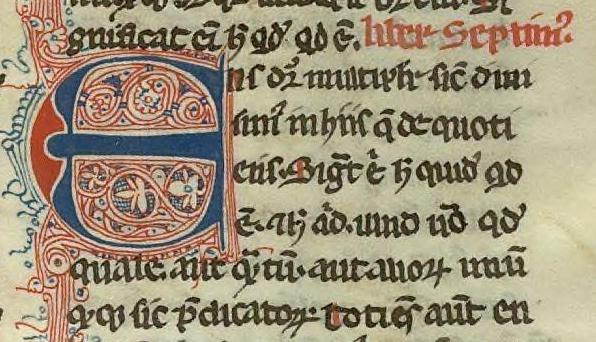
Début du Livre Z de la Métaphysique : Ens dicitur multipliciter (« Le mot être se dit en plusieurs sens »). Manuscrit latin (traduit du grec) du XIVe.

L'être se prend « en de multiples sens », affirme Aristote. L'être, c'est à la fois ce qu'est la chose, la substance ; mais aussi les prédicats qui sont relatifs à la chose.
Mais l'être, au sens premier, est le ce qu'est la chose, notion qui exprime la substance. Les autres choses ne sont des êtres que parce qu'elles sont quelques déterminations de l'être (quantité, qualité, etc.). Il y a, sous chacune d'elles, un sujet réel et déterminé : la substance et l'individu qui se manifeste dans une catégorie, ce sans quoi les autres catégories n'existent pas. Ainsi, l'être absolument parlant, c'est la substance.
Le sujet individuel (tode ti), c'est ici la substance première des Catégories, c'est ce qui est en puissance à toutes les déterminations. Il est donc radicalement indéterminé. L'ousia, traduit par substance, s'induit à partir des substances premières et secondes. Ce ne peut pas être le sujet comme on l'a vu précédemment, mais c'est le principe selon la forme, et source de toutes les déterminations.

#### La place de la substance dans la connaissance
La substance est absolument première, logiquement, dans l'ordre de la connaissance et selon le temps. En effet, seule la substance existe séparée (et non par accident) ; logiquement, dans la définition de chaque être est nécessairement contenue celle de sa substance. Enfin, nous croyons connaître le plus parfaitement une chose quand nous connaissons ce qu'elle est, ce qu'est l'homme par exemple, plutôt que ses qualités.
Pour Aristote, l'objet éternel de toutes les recherches, présentes et passées, le problème toujours en suspens, est la nature de l'être. Cela revient, selon lui, à demander : qu'est-ce que la substance ? C'est de la substance en effet que les uns affirment l'unité, les autres la pluralité (limitée en nombre ou infinie). L'objet unique de notre étude doit être la nature de l'Être pris en ce sens.
Le philosophe définit la quiddité de l'être, c'est-à-dire ce par quoi un être est par lui-même. Être soi, ce n'est pas être musicien, par exemple ; la quiddité est ce par quoi on est soi, ce sans quoi on n'est plus soi. La quiddité exprime la nature de l'être défini dans laquelle ne figure pas cet être lui-même.

#### Analyse du devenir
Aristote s'intéresse au devenir. Le devenir peut être dû à la nature, à l'art, ou encore aux hasards. Tout ce qui devient, devient quelque chose à partir de quelque chose. Les productions naturelles sont telles que le même engendre le même. L'homme engendre l'homme. Les réalisations, elles, viennent de l'art, d'une capacité, d'une pensée. Les productions de l'art sont telles que la forme (la quiddité) est dans l'esprit de l'artiste.

### Livre H

#### La substance comme matière
Ce livre continue l'enquête entamée dans le livre précédent sur la substance. Aristote revient sur la définition de la substance, et remarque que la composition matérielle de la substance a fait l'objet de différentes thèses. Certaines « obtenu l'assentiment de tous les philosophes » quand d'autres ont fait l'objet de polémiques. Par une rapide doxographie, il rappelle que tous ou presque tombent d'accord sur le rôle des quatre substances naturelles élémentaires que sont le feu, la terre, l'eau et les corps simples.
Aristote revient sur les causes. La cause matérielle de l'homme sont les menstrues ; sa cause motrice, la semence ; sa cause formelle, sa quiddité ; sa cause finale, la fin de l'homme. La cause matérielle est, non pas le feu ou la terre, mais la matière propre de la chose. La matière « celle qui n'étant pas en acte, est en puissance ».

#### La substance comme forme, et composé de matière et de forme
La substance est le premier sens de l'Être. On ne peut s'en tenir qu'à une définition de la substance par la matière. Aristote, reconnaissant que la substance dispose de plusieurs définitions, apporte une nouvelle définition qui est le composé (sunolon) de la matière et de la forme. Le substrat de l'objet est substance, c'est-à-dire, dans un sens, la matière (en puissance), la forme ou configuration (en acte), ou encore un composé de matière et forme, existant à l'état séparé. La quiddité (ce qui fait que quelque chose est ce qu'elle est) « n'appartient, de toute façon, qu'à la forme et à l'acte ».
Il refuse à ce titre la thèse des philosophes qui soutiennent que la substance puisse être ou bien seulement matière, ou bien seulement forme. Il écrit « ni l’universel ni le genre ne sont de la substance », car « la substance est sujet et matière ».

### Livre Θ

#### La puissance (dunamis)
Ce livre met en place une théorie de la puissance et de l'acte. Aristote traite d'abord de la question de la puissance, dunamis. Il exclut d'emblée plusieurs significations du mot : le terme de puissance est par exemple utilisé en mathématiques (un chiffre peut être puissance d'un autre), mais ce n'est pas dans ce sens qu'il sera utilisé ici. La puissance sera utilisée dans le sens d'un principe de changement d'un être. La puissance n'est pas toujours active, elle peut être passive, auquel cas le changement est subi par l'action d'un autre être sur lui.
Les puissances peuvent être rationnelles ou irrationnelles. Les puissances rationnelles sont situées dans les êtres animés, ceux qui ont une âme ; l'âme, en effet, dispose d'une partie rationnelle. Les arts (les sciences poétiques) sont des puissances car principes de changement dans un autre être.

#### L'acte (energeia)
Aristote distingue la dunamis, qui est en puissance, et energeia, qui est en acte. L'acte est le fait pour une chose d'exister en réalité, et non en virtualité, en possibilité. L'acte est à l'être qui bâtit ce que la puissance est à l'être qui a la faculté de bâtir. L'acte est comme l'homme qui voit, tandis que la puissance est l'homme qui a les yeux fermés mais possède tout de même la vue.
L'acte est antérieure à la puissance selon le Stagirite, ce qui renverse la perception commune selon laquelle c'est la puissance qui est première et qui donne l'acte. Il est ainsi impossible de jouer d'un instrument de musique si on n'est pas musicien. Ce n'est que parce qu'il peut s'actualiser que le puissant est puissant.

#### La réponse à l'école de Mégare
Aristote prend le temps de réfuter l'école de Mégare. Les penseurs qui y sont attachés soutiennent qu'il n'y a puissance que lorsqu'il y a acte. En d'autres termes, celui qui ne construit pas n'a pas la puissance de construire. Aristote trouve cela absurde, car cela voudrait dire que l'architecte n'est architecte que lorsqu'il est en train de construire.

### Livre I

#### L'Un
Aristote traite de l'Un en tant qu'Un. L'Un peut se ramener à quatre chefs principaux : le continu ; le tout ; l'individu ; l'universel. Ce qui constitue l'unité pour ces êtres, c'est que leur mouvement, leur pensée ou leur nation est indivisible.
L'Un est une mesure de toutes choses, car nous connaissons les éléments qui constituent la substance grâce à une division quantitative de la chose. L'Un est l'indivisible, « parce que l'élément premier de chaque genre d'êtres est indivisible ». L'unité au sens strict étant une mesure, elle est par-dessus tout la mesure de la quantité et, ensuite, de la qualité. L'Un est donc indivisible.
La science est par conséquent la mesure des choses, et, ajoute Aristote, la sensation l'est aussi. Le Stagirite donne raison à Protagoras, qui affirmait que l'homme est la mesure de toute chose, en apportant une correction à la phrase : ce n'est pas l'homme en général, mais l'homme qui sait ou l'homme qui sent, qui est la mesure de toutes choses, parce que la sensation et la science lui apportent la mesure des objets.
Quelle est la nature de l'Un ? Est-ce une substance, comme le pensent les pythagoriciens et comme l'a ensuite pensé Platon ? Dès lors qu'on soutient que ce qui est universel ne peut être substance, alors l'Un ne peut pas non plus être une substance, étant donné que l'Un (et l'Être) sont « les plus universels de tous les prédicats ».

#### Le même, le semblable et le contraire
Aristote questionne la définition du même et du semblable. Le même signifie ou bien ce qui est identique numériquement, ce qui est identique en définition et en nombre (« tu es un avec toi-même par la forme et la matière ») ; enfin, lorsqu'il y a une « unité de la définition de la substance première » : ainsi de droits égales. Sont semblables les choses qui, sans être absolument les mêmes, sont « identiques selon la forme ». Un grand quadrilatère est semblable à un petit quadrilatère : la forme est la même, quoique certaines caractéristiques changent.
La contrariété est la différence maxima. Le corruptible et l'incorruptible sont des contraires.

### Livre K

#### La métaphysique comme science des principes
Le livre kappa est un livre inauthentique. Il n'est qu'une compilation des livres précédents.
Il rappelle que la sagesse est une « science des principes ». Il pose la question de l'unité ou de la multiplicité des sciences. Il soulève ensuite la question de savoir si la science porte sur les substances (l'être) ou sur les accidents.

#### Les substances séparées
Dans une récapitulation du livre B, l'auteur revient sur la question des substances séparées. Ces dernières sont en dehors des substances sensibles, celles de ce monde.

#### Le principe de contradiction
L'auteur revient sur ce qui a été précédemment exposé au sujet du principe de contradiction. Il s'agit d'« un principe au sujet duquel on ne peut pas se tromper » : « il n'est pas possible que la même chose, en un seul et même temps, soit et ne soit pas ».

### Livre Λ

#### Les différents types de substances
Le livre lambda est l'un des principaux livres de la Métaphysique. Aristote commence par définir les « différentes espèces de substances ». La substance doit faire l'objet d'une enquête approfondie car l'Univers étant un tout la substance en est la partie première. Les qualités et quantités (c'est-à-dire les attributs) ne viennent qu'après.
Il existe, selon Aristote, trois types de substances. La première est sensible et éternelle ; la deuxième est sensible et corruptible ; la troisième est immobile. Les planètes sont sensibles et éternelles ; les plantes et les animaux sont sensibles et corruptibles ; enfin, les substances immobiles, que les Platoniciens considèrent comme étant des Idées et des Nombres. Si les deux premiers types de substances sont l'objet de la physique, la dernière est l'objet d'une science indépendante.
Aristote revient sur la substance et détermine qu'il en existe trois sortes. Il y a la matière ; il y a la forme (la nature de la chose, fin de la génération) ; enfin, il y a le composé des deux premières, qui est la substance individuelle (Socrate, Callias, etc.). La puissance se rattache à la matière (parce qu'elle est « ce qui est apte à se réaliser par la forme »), tandis que l'acte se rattache à la forme.
Le propre de la substance sensible est d'être sujette au changement. Les changements peuvent être selon la substance (génération ou corruption), la qualité (altération), la quantité (accroissement ou décroissement), ou le lieu (translation). Comme le changement a lieu d'un contraire à un autre, la matière qui change doit être en puissance les deux à la fois. Tout ce qui change a une matière, mais elle diffère. Les êtres éternels sont non générables, mais ils sont soumis à la translation. C'est une matière sujette à mouvement d'un lieu à un autre.
Ni la matière ni la forme ne sont engendrées. Ce qui change, c'est ce qui est changé par quelque chose en quelque chose. Le moteur change la matière (ce qui est changé) en ce en quoi elle est changée (la forme). Chaque substance procède d'un agent. La nature est un principe qui réside dans la chose même, tandis que l'art est un principe de mouvement qui réside dans une autre chose.

#### Le premier moteur
Aristote a précédemment parlé, des trois types de substance, des deux premières : celles qui sont physiques. Il se penche ensuite sur la question de la substance immobile, et cherche à prouver qu'il existe une substance éternelle immobile, le premier moteur.
Il remarque, tout d'abord, qu'il existe nécessairement quelque chose d'incorruptible, car sinon tout serait corruptible ; or, nous voyons bien de la permanence. Il est impossible, aussi, « que le mouvement ait commencé ou qu'il finisse, car il est, disons-nous, éternel » ; il est impossible qu'il n'y ait pas de temps, car sinon il ne pourrait y avoir d'avant ou d'après. Il déduit qu'il existe un mouvement continu et éternel, qui est circulaire.
S'il existe une cause motrice ou efficiente, alors nous nous trouvons face à un point d'interrogation : une puissance peut ne pas passer à l'acte, mais alors, il n'y aurait pas de mouvement. La substance de la cause ne peut être quelque chose qui est en puissance, « car alors le mouvement ne sera pas éternel ». Il est donc nécessaire qu'il existe « un principe tel que sa substance même soit en acte » ; et il doit s'agir de quelque chose d'immatériel, incorruptible.
Qu'est-ce qui est « toujours mû d'un mouvement sans arrêt » ? On doit supposer quelque chose qui soit « moteur sans être mobile », un « être éternel, substance et acte pur ». On remarque que c'est ainsi que meuvent « le désirable et l'intelligible ». Cette cause est donc une cause finale. Dieu est cet acte subsistance en soi, qui a une vie parfaite et éternelle. Cette substance éternelle et immobile est séparée des êtres sensibles. Cette substance n'a aucune étendue, elle est impartageable et indivisible. Elle meut durant un temps infini.

### Livres M et N

#### Les Idées, les nombres Idéaux et la théorie de l'abstraction
Les livres M (Mu) et N (Nu) concluent la Métaphysique par une critique de la théorie des Idées de Platon, des nombres Idéaux de Speusippe (premier successeur de Platon à la tête l'Académie) et de la théorie hybride de Xenocrate (successeur de Speusippe à la même fonction). Cela permet à Aristote de préciser sa position par rapport à l'Académie après son premier départ d'Athènes et, par la suite, lors des quinze années passées à la direction du Lycée. Aristote se pose la question de l'existence d'une « substance immobile et éternelle ». 
"On prétend que les Choses mathématiques sont des substances, [...] et outre les choses mathématiques les Idées. Les uns [Platon, note de J. Tricot] font de ces êtres deux genres différents, les Idées et les nombres mathématiques ; d'autres [Xenocrate, note de J. Tricot] font de ces deux genres une seule nature ; il en est d'autres enfin [Speusippe, note de J. Tricot], qui disent que les Choses mathématiques sont seules des substances."

- Métaphysique, livre M, 1076a 18-22, Vrin, trad. J. Tricot
Il rappelle dans un premier temps que la substance des choses sensibles est une unité de matière et de forme. Les nombres ne sont pas des choses séparées. Ils ne sont pas non plus « dans les objets sensibles eux-mêmes ». Cela signifie qu'ou bien ils n'existent pas, ou bien ils ont un mode d'existence spécifique. La solution proposée est qu'ils soient des abstractions, présentes en puissance dans une matière donnée, et que la faculté discriminante de l'âme permet d'extraire. 
Le Beau a sa place dans les sciences, c'est même « l'objet principal du raisonnement de ces sciences et de leurs démonstration ». En effet, le Beau se présente comme « l'ordre, la symétrie, le défini ».
Après avoir passé en revue les doctrines de ceux qui l'ont précédé, Aristote conclut que « tous ces philosophes ont, sur quelque point, rencontré la vérité, mais, d'une façon générale, ils l'ont manquée ». Aristote entame une critique du système de pensée de Platon, qui repose sur la théorie des Idées. Selon Aristote, Platon a formulé cette théorie parce qu'il avait été influencé par les arguments d'Héraclite. Ce dernier estimait que, comme « toutes les choses sensibles sont dans un flux perpétuel », il est nécessaire qu'il y ait des réalités stables pour qu'on puisse établir science et connaissance.
Le Stagirite passe par une rapide doxographie : Socrate a cherché à étudier les vertus morales pour en trouver une définition universelle ; Démocrite a abordé la question de l'universel, mais s'est arrêté trop tôt, au chaud et au froid ; les Pythagoriciens, enfin, se sont arrêtés aux nombres. Platon, lui, a dépassé ces penseurs en donnant le nom d'Idée aux réalités séparées et universelles. L'Idée est donc « l'unité d'une multiplicité ».
Les Idées ne sont, pour les êtres éternels et les êtres générables et corruptibles, la cause d'aucun mouvement, d'aucun changement. Les Idées ne sont pas non plus la substance de ces êtres, sinon elles seraient en eux. Aristote s'oppose donc à la thèse exprimée par Platon dans le Phédon, selon laquelle les causes de l'Être et du devenir sont les Idées : il est nécessaire qu'il y ait une cause motrice pour engendrer le devenir, ce que l'Idée n'est pas.

#### Les nombres, éternels et non séparés des choses sensibles (livre N)
Aristote consacre le livre N à la philosophie des mathématiques. Il examine une question : les êtres éternels sont-ils constitués d'éléments ? Si c'est le cas, alors ils comporteraient de la matière, ce seraient des êtres composé ; mais les êtres faits de matière sont des actes qui ont jadis été en puissance ; or, ce qui est en puissance est ce qui aurait pu ne pas être. Mais comme « ce qui est susceptible de ne pas être n'est pas éternel », alors aucune substance éternelle « ne saurait avoir en elle des éléments dont elle est constituée ».
Le philosophe conclut l'ouvrage en écrivant que « les Choses mathématiques n'existent pas, comme quelques-uns le prétendent, séparées des choses sensibles, et qu'elles ne sont pas les principes des choses ».